# ثورة كوبرنيكوس

حركة الشمس والأرض والمريخ وفقًا لنظرية مركزية الشمس (يسار) ووفق نموذج مركز الأرض (يمين)، قبل ثورة كوبرنيكوس-جاليليو-نيوتن العلمية. مع ملاحظة الحركة التراجعية للمريخ على اليسار. النقطة الصفراء هنا الشمس، والزرقاء الأرض، والحمراء المريخ.

ثورة كوبرنيكوس هو مصطلح يشير إلى الثورة على النظرية المعروفة بنموذج مركز الأرض التي كانت تقوم على فكرة أن الأرض هي مركز المجرة، بزعم كوبرنيكوس أن الشمس مركز النظام الشمسي. كانت تلك النظرية نواة لثورة علمية في القرن السادس عشر الميلادي.

## نظرة تاريخية
في عام 1543، نشر نيكولاس كوبرنيكوس أطروحته ثورات على المدارات السماوية، الذي قدم فيها نظرية تزعم أن الشمس مركزًا للكون، وهو الأمر الذي ظل محل نزاع وشك لمائتي عام تالية حتى حل محل نموذج بطليموس. إلا أنه وبالرغم من أن كوبرنيكوس بدأ تلك الثورة العلمية، إلا أنه لم ينهيها، فقد ظل معتقدًا بنظرية المدارات السماوية.
ساهم الفلكي الدانماركي تيخو براهي - على الرغم من أنه ظل مؤمنًا بنظرية نموذج مركز الأرض - في تلك الثورة بتقديمه للعديد من الملاحظات التي سمحت ليوهانس كيبلر باستنتاج قوانين أكثر دقة لحركة الكواكب، والتي تؤيد نظرية مركزية الشمس. افترض يوهانس كيبلر نموذجًا آخر، وهو الأحدث، بأن مدارات الكواكب بيضاوية، بدلاً عن اعتقاد كوبرنيكوس كونها دائرية.
مع استخدامه لتليسكوبه في أبحاثه الفلكية، أيد جاليليو جاليلي في عام 1610، نظرية كوبرنيكوس عن طريق مراقبة أطوار كوكب الزهرة وأقمار المشتري. كتب جاليليو أيضًا أطروحة في الدفاع عن تلك النظرية، وهو ما تسبب في اتهامة بالهرطقة عام 1632، وتقديمه إلى محاكم التفتيش.
وفي نفس الفترة، تأثر عدد من الكتاب بكوبرنيكوس أمثال توماس ديجز وجوردانو برونو،
وتوصلوا إلى أن الكون لا نهائي، أو على الأقل غير معروف إلى أي مدى هو ممتد. ظلت المعارضة لتلك النظرية حتى القرن السابع عشر الميلادي، حيث أصبحت مقبولة بعد أن دعم رينيه ديكارت تلك النظرية.
أتمّ إسحاق نيوتن عام 1687، نظرية كوبرنيكوس بأطروحته المبادئ الرياضية للفلسفة الطبيعية التي قدم فيها شرحًا فيزيائيًا أظهر فيه أن الكواكب تظل في مداراتها بسبب قوى الجاذبية.